# Князев, Алексей Петрович (священнослужитель)
Алексе́й Петро́вич Кня́зев (16 апреля 1913, Баку — 8 февраля 1991, Париж) — священнослужитель Западноевропейского экзархата в составе Константинопольской православной церкви, протопресвитер, богослов, автор многочисленных статей на богословские и церковно-канонические темы. Организатор и духовный руководитель детских лагерей Русского студенческого христианского движения (РСХД) во Франции (1947—1975). Вице-президент РХСД во Франции (1963—1979).

## Биография
Родился в семье горного инженера в Баку.
После Гражданской войны, в 1923 году эмигрировал с семьей во Францию. Образование получил в Ницце. Поступил на юридический факультет Парижского университета и в 1935 году окончил его.
До 1942 года учился в Свято-Сергиевском православном богословском институте в Париже. С 1943 года начал преподавать в Богословском институте мариологию, каноническое право, догматическое богословие, Священное Писание Ветхого Завета и еврейский язык.
12 января 1947 года в Александро-Невском соборе в Париже митрополитом Владимиром (Тихоницким) был рукоположён в сан диакона, а 15 февраля того же года — в сан священника.
В 1954 году защитил докторскую диссертацию и был избран профессором. 7 января 1955 года возведён в сан протоиерея.
Декан института с 1962 года, а после смерти епископа Кассиана (Безобразова) избран ректором Свято-Сергиевского института. С 19 июня 1963 года — настоятель Свято-Сергиевского прихода при институте. 10 апреля 1966 года награждён правом ношения митры. 7 апреля 1975 года был возведён в сан протопресвитера.
Анатолий Краснов-Левитин так его характеризовал: «Хороший, рачительный хозяин. Видимо, любит без памяти свою Академию (Институт), где провёл всю свою жизнь. Но совершенно лишен клерикальной узости: сказывается выучка отца Сергия Булгакова, преосвященного Киприана (Керна) и других корифеев „парижского богословия“. В быту прост и, кажется, не чужд некоторой бурсацкой грубоватости (вроде покойного митрополита Антония Храповицкого). Бурсаки с ним говорят просто, по-дружески, но чувствуется, что он не только внимательный, но и требовательный начальник, К „карловчанам“ („зарубежной православной церкви“) настроен резко отрицательно <…> это, пожалуй, один из самых достойных начальников духовно-учебных заведений, каких я видел (а видел я их в Москве и в Питере не менее десятка)».

## Публикации
- Преп. Серафим Саровский // Церковный Вестник Западноевропейской Епархии. 1948. — № 13
- Наша провинция // Церковный Вестник Западноевропейской Епархии. 1948. — № 13
- Знамение времен // Церковный Вестник Западноевропейской Епархии. 1948. — № 14
- Иуда и Фамарь // Православная мысль: Труды Православного богословского института в Париже. 1948. — Вып. 6 — С. 140—153
  - Иуда и Фамарь // Альфа и Омега. 1998. — № 1 (15) — С. 32-47
- Господь, муж брани: К уяснению религиозного значения книги Исход // Православная мысль: Труды Православного богословского института в Париже. 1949. — Вып. 7. — С. 105—125
- Об организации нашей внутренней миссии // Церковный Вестник Западноевропейской Епархии. 1949. — №. 19
- Свет Пятидесятницы // Вестник РСХД. 1950. — № 3. — С.
- Миссионерская поездка в район Форбах-Нильванж // Вестник РСХД. 1950. — № 6. — С. 18-22 (подписано «Священник»).
- Слово крестное // Церковный Вестник Западноевропейской Епархии. 1950. — № 26
- О боговдохновенности Священного писания // Православная мысль: Труды Православного богословского института в Париже. 1951. — Вып. 8 — C. 113—127
- О пастырской работе в летнем лагере Р. С. Х. Д." Архивная копия от 18 января 2022 на Wayback Machine — В: Вестник РСХД. 1951. — № 1. — C. 31-32 (подписано «Священник»)
- «Ф. Г. Спасский. Русское литургическое творчество. Архивная копия от 18 января 2022 на Wayback Machine YMCA-PRESS, Париж, 1951 г., стр. 318» // Вестник РСХД. 1951 — № 5. — С. 30-31.
- О почитании Божией Матери // Церковный Вестник. — 1951 — № 2 (26).
- Ветхий Завет в посланиях ап. Павла // Церковный Вестник. — 1951 — № 4 (31).
- E. Behr-Sigel. Prière et Sainteté dans l’Eglise Russe // Церковный Вестник. — 1952 — № 2 (35).
- Ветхий Завет и спасение во Христе // Церковный Вестник. — 1952 — № 3 (36).
- Откровение о Матери Мессии: О ветхозаветных основах мариологии // Православная мысль. 1953. — Вып. 9 — С. 96-113
- Се Мати твоя // Церковный Вестник. 1953. — № 2 (42).
- Bible et Vie Chrétienne. — Revue de doctrine, de spiritualité et de pastorale bibliques, publiée sous la direction de l’Abbaye de Maredsous. Editions Casterman, № 1 et 2, Paris, 1953. // Вестник РХСД. 1953. — № 4 (29). — C. 25-26.
- «La théodicée de Job dans les offices byzantins de la Semaine sainte» // Θεολογία, 26, Αθήναι 1955. — σ. 107—123.
- Понятие и образ Божественной Премудрости в Ветхом Завете // Православная мысль: Труды Православного богословского института в Париже. 1955. — Вып. 10 — С. 92-112
  - Понятие и образ Божественной Премудрости в Ветхом Завете // Альфа и Омега. 1999. — № 3 (21) — С. 17-40
- Mariologie biblique et liturgique byzantine // Irénikon, 3, 28, 1955, p. 268—288.
- Историческое и богословское значение «Письма Аристея к Филократу» Архивная копия от 18 января 2022 на Wayback Machine // Православная мысль. 1957. — Вып. 11 — С. 123—138
- Что такое крест? Архивная копия от 17 января 2022 на Wayback Machine // Вестник РХСД. 1957. — № 44 — С. 6-11
- Immaculata // Le Messager orthodoxe, 3, 1959, p. 22-30.
- Первохристианская Церковь в борьбе за истину Архивная копия от 18 января 2022 на Wayback Machine // Вестник РХСД. 1959. — № 53 (II) — С. 12-25
- Религиозная жизнь иудеев в Вавилоне Архивная копия от 18 января 2022 на Wayback Machine // Вестник РХСД. 1959 — № 54 (III). — С. 23-33
- Зов пророческий Архивная копия от 17 января 2022 на Wayback Machine // Вестник РХСД. 1961 — № 61 (II) — С. 58-61
  - Зов пророческий // Вестник РХД. 2011. — № 198. — С. 210—213
- La Théotokos dans les offices byzantins du temps pascal // Irénikon, 1, 1961, p. 21-41.
- La Vierge du Seigneur: (Quelques remarques sur la doctrine de la virginité perpétuelle de la Mère de Dieu) // Pensée orthodoxe, Paris 1961. De la série en français, p. 93-106.
- L’angélologie de l’Ancien Testament // Encyclopédie théologique et religieuse, t. 1, 1962, p. 172—178.
- L’Ange de Yahveh // Encyclopédie théologique et religieuse, t. 1, 1962, p. 178—183.
- Marie dans la piété orthodoxe // Etudes mariales. Mariologie et œcuménisme, t. 1, 1962, p. 122—143.
- И. К. Юрьева [Инна Константиновна] // Вестник РХСД. 1962. — № 64 — С. 64-67
- Отец Василий Зеньковский Архивная копия от 18 января 2022 на Wayback Machine // Вестник РХСД. 1962. — № 66-67 (III—IV) — С. 15-20
- Le livre de Baruch // Encyclopédie théologique et religieuse, t. 3, 1963, p. 646—650.
- La lecture de l’Ancien et du Nouveau Testament dans le rite byzantin" // La prière des heures. Conférences Saint-Serge 1961, Paris: «Cerf» 1963, p. 201—252.
- Marie, Mère de l’Eglise // Le Messager orthodoxe, 27-28 (3-4), 1964, p. 57.
- Esther // Encyclopédie théologique et religieuse, t. 5, 1964, p. 906—907.
- Слово на погребении Л. А. Зандера // Вестник РХСД. 1964—1965 — № 75-76 (IV-1964; I-1965) — С. 37-39
- Два решения // Вестник РХСД. 1965. — № 79 (IV) — С. 1-3
- Bilan œcuménique de l’année, d’après un théologien orthodoxe // Irénikon, 5, 39, 1, 1966.- p. 131—133.
- La Vierge du Seigneur // Pensée orthodoxe, № 1 (12), 1966. — p. 93-106.
- Каноническая задача Чрезвычайного Епархиального Собрания 16-18 февраля 1966 г.: Доклад, представленный Чрезвычайному Собранию от имени Канонической Комиссии и Совета Архиепископии Ректором Богословского Института проф. прот. А. Князевым // Вестник РХСД. 1966. — № 80 (I—II) — С. 18-27
- La Bible chez les orthodoxes // La pensée orthodoxe, № 2, 1968, с. 71-80.
- Réflexions sur les chapitres III à VI de la constitution sur la Révélation divine // Vatican II. La révélation divine. Constitution dogmatique ‘Dei Verbum’. Commentaires, t. 2, Paris: «Cerf» 1968, p. 541—556.
- Вера пророков: Доклад, прочитанный на Съезде РСХД 11.XI.1968 Архивная копия от 17 января 2022 на Wayback Machine // Вестник РХСД. — 1968. — № 89-90 (III—IV) — С. 24-33
- К кончине о. П. Струве // Вестник РХСД. — 1968. — № 89-90 (III—IV) — С. 34-45
- The Great Sign of the Heavenly Kingdom and its Advent in Strength // St. Vladimir’s Theological Quarterly, 13, 1-2, 1969. — p. 53-75.
- La Mère de Dieu // La Vierge Marie, Tours-Paris: éd. Mame 1970 (= Eglises en dialogue, 8). — p. 109—164.
- Понятие спасения в Ветхом Завете // Вестник РХСД. 1970. — № 98 (IV) — С. 4-12
- Пути Движения (К сорокапятилетию Пшеровского съезда) // Вестник РХСД. 1971. — № 100 (II) — С. 23-30
- Памяти о. Сергия Булгакова Архивная копия от 18 января 2022 на Wayback Machine // Вестник РХСД. 1971 — № 101—102 (III—IV) — С. 56-57
- Великое знамение Царства Небесного и его пришествие в силе // Православная мысль: Труды Православного богословского института в Париже. 1971. Вып. 14. — С. 62-83
  - Великое знамение Царства Небесного и его пришествия в силе Архивная копия от 30 декабря 2019 на Wayback Machine // Альфа и Омега. 2000. — № 3 (25) — С. 211—236
- «Marie et l’Eucharistie d’après la liturgie orthodoxe» // Les cahiers marials, 81, Paris 1972, — p. 25-34.
- «Résurrection du Christ et résurrection corporelle de Marie» // Les cahiers marials, 88, Paris 1973, — p. 25-34.
- «La présence liturgique de la Mère de Dieu» // Questions liturgique (Revue de l’abbaye du Mont-César), 1, Louvain 1973, — p. 45-62.
- «Le prophétisme et la mission prophétique a la lumière du Pentateuque» // Congrès des biblistes orthodoxes, Athènes 1973, — p. 3-11.
- Владимир Николаевич Ильин. Некролог // Вестник РХД. 1974. — № 114 — С. 285—288
- «La mort du prêtre d’après le „Trebnik“ slave» // La maladie et la mort du chrétien dans la liturgie. Conférences Saint-Serge, XXI semaine d’études liturgiques. Paris 1-4 juillet 1974, Roma: «Edizioni liturgiche» 1975. — p. 155—192.
- «Mater, Advocata, Testis. (A propos de l’Exhortation apostolique de Paul VI „Marialis cultus“)» // La Maison-Dieu, 121, Paris 1975 (Recherches sur la prière et le culte marial). — p. 108—113.
- «Преуспело ли христианство?» Архивная копия от 18 января 2022 на Wayback Machine — В: Вестник РСХД, 2-4 (116), 1975, с. 36-47 (доклад, прочетен през юни 1975 г. в Монжерон, Франция, пред пролетния конгрес на РСХД).
- Пророки Ветхого Завета Архивная копия от 16 июня 2017 на Wayback Machine // Вестник РХСД. 1972. — № 103 — С. 3-32; 1972. № 104/105. — С. 42-60; № 106 — С. 24-45
- «Ad libitum du supérieur» // Liturgie de l’Eglise particulière et liturgie de l’Eglise universelle. Conférences Saint-Serge, XXII semaine d’études liturgiques. Paris 3 juin — 3 juillet 1975, Roma: «Edizioni liturgiche» 1976, — p. 169—181.
- Пророки // Вестник РХД 1976. № 118 — С. 60-83; № 119 (III—IV) — С. 35-58
- «L’école de la foi (A propos du livre du R. P. Dimitry Doudko Notre espoir. YMCA-Press. Paris 1975)» // Continent, 8, 1976. — p. 389—393.
- Le rôle du diacre dans l’assemblée liturgique byzantine // L’assemblée liturgique et les différents rôles dans cette assemblée. Conférences Saint-Serge, XXIII semaine d’études liturgiques. Paris 28 juin — 1 juillet 1976, Roma: «Edizioni liturgiche» 1977. — p. 195—208.
- Was erwarten wir von dem in Vorbereitung stehenden Konzil? // Orthodoxie Heute, 60-61, 1977. — S. 10-18.
- Des acclamations dans la liturgie byzantine // Gestes et paroles dans les diverses familles liturgiques. Conférences Saint-Serge, XXIV semaine d’études liturgiques. Paris 28 juin — 1 juillet 1977, Roma: «Centro Liturgico Vincenzian» 1978. — p. 135—152.
- Quand le Christ a fait disparaître le voile // Anselmiana, 68, 1978. — p. 189—202.
- Hymnographie byzantine et confession de la foi // Liturgie et confession de la foi. Conférences Saint-Serge, XXV semaine d’études liturgiques. Paris 27-30 juin, Roma: «C. L. V. Edizioni liturgiche» 1979. — p. 179—200.
- Actualité de saint Basile le Grand // Contacts, 31, 108, 4, 1979, (= Symposium théologique de Penteli, 14-17 oct. 1979). — p. 353—360.
- И. В. Морозов" // Новый Журнал, 135, 1979.
- L’Eglise de l’ancienne alliance et la liturgie byzantine // L’Eglise dans la liturgie. Conférences Saint-Serge, XXVI semaine d’études liturgiques. Paris 26-29 juin 1979, Roma: «Edizioni liturgiche» 1980. — p. 143—166.
- La Passion du Christ et le jugement de ce monde (Jean 12:31) d’apres les lectures bibliques de la Semaine sainte byzantine // Le Christ dans la liturgie. Conférences Saint-Serge, XXVII semaine d’études liturgiques. Paris 24-28 juin 1980, Roma: «C. L. V. Edizioni liturgiche» 1981. — p. 105—130.
- La crise des structures et le Concile panorthodoxe // Aspects de l’orthodoxie, Paris: PUF 1981. — p. 97-109.
- Le Triomphe de l’orthodoxie // Témoignage et pensée orthodoxe, 6, 18-29, 1981. — p. 41 ss.
- Der Hauptmann von Kapernaum (Mt 8, 5-13) // Orthodoxie heute, 74-78, 1981, S. 1-3.
- La spiritualité de la Croix dans les offices byzantins des 13 et 14 septembre // Liturgie, spiritualité, culture. Conférences Saint-Serge, XXIX semaine d’études liturgiques. Paris 29 juin — 2 juillet 1982, Roma: «Edizioni liturgiche» 1983. — p. 153—180.
- Die anthropologischen und eschatologischen Dimensionen der Verkündigung des Evangeliums in der Kirche // Evangelium und Kirche. Sechstes theologisches Gespräch zwischen dem Ökumenischen Patriarchat und der Evangelischen Kirche in Deutschland vom 2. bis 6. Oktober 1982 in der Evangelischen Tagungsstätte Haus Stapelage, Frankfurt a. M.: «Lembeck» 1983. — S. 39-45.
- Les dimensions anthropologiques et eschatologiques de l’annonce de l’Evangile par l’Eglise orthodoxe // La pensée orthodoxe, 3, 1968. — p. 83-94.
- Le centurion de Capharnaüm // Témoignage et pensée orthodoxe, 6, 31, 1984. — p. 12 ss.
- Eschatologie et mariologie liturgique byzantine // Eschatologie et liturgie. Conférences Saint-Serge, XXX semaine d’études liturgiques. Paris 26-29 juin 1984, Roma: «C. L. V. Edizioni liturgiche» 1985. — p. 139—154.
- Les fêtes byzantines de l’intercession de la Theotokos du 2 juillet et du 31 août et leur prolongement dans la liturgie des peuples slaves // La Mere du Christ et la Communion des saints dans la liturgie. Conférences Saint-Serge, XXXII semaine d’études liturgiques. Paris 25-28 juin 1985, Roma: «Edizioni liturgiche» 1986. — p. 135—148.
- La vénération des princes kiéviens et son influence sur la canonisation et la célébration des saints en Russe // Saints et sainteté dans la liturgie. Conférences Saint-Serge, XXXIII semaine d’études liturgiques. Paris 22-26 juin 1986, Roma: «C. L. V. Edizioni liturgiche» 1987. — p. 189—210.
- Sur le bois de la croix (Pour une Théologie biblique de la Rédemption) // Orthodoxes Forum, 1, 1987. — p. 83-86.
- Le royaume de César et le Règne du Christ // Contacts, 39, 1987. — p. 265—278; 40, 1988. — p. 19-36.
- Les rites d’intronisation royale et impériale // Les bénédictions et les sacramentaux dans la liturgie. Conférences Saint-Serge, XXXIV semaine d’études liturgiques. Paris 23-26 juin 1987, Roma: «C. L. V. Edizioni liturgiche» 1988. — p. 125—164.
- Le royaume de César et le Règne du Christ (Dieu, son Fils, César et l’Eglise) // Les bénédictions et les sacramentaux dans la liturgie. Conférences Saint-Serge, XXXIV Semaine d’Études liturgiques. Paris, 23-26 juin 1987, Roma: «C. L. V. Edizioni liturgiche» 1988. — p. 343—371.
- Тысячелетие Христианства в России. Международный коллоквиум в университете Paris X — Nanterre — В: Вестник РХД. 1988 — № 1 (152). — С. 284—286.
- La Dormition dans l’Eglise orthodoxe // Les cahiers marials. De l’Assomption à la Résurrection, Paris 1988. — p. 145—146.
- La conversion de la Russie au Christ dans la liturgie de l’Eglise orthodoxe Russe // Liturgie, conversion et vie monastique. Conférences Saint-Serge, XXXV semaine d’études liturgiques. Paris 28 juin — 1 juillet 1988, Roma: «C. L. V. Edizioni liturgiche» 1989. — p. 185—204.
- Le miracle de la sainteté russe après la mort de saint Vladimir // Mille ans de Christianisme août russe, 988—1988. Actes du Colloque international de l’Université Paris X-Nanterre, 20-23 janvier 1988, Paris: «YMCA-Press» 1989. — p. 51-58.
- L’homme nouveau d’après les évangiles dominicaux du temps de la Pentecôte // Liturgie et anthropologie. Conférences Saint-Serge, XXXVI semaine d’études liturgiques. 27-30 juin 1989, Roma: «C. L. V. Edizioni Liturgiche» 1990. — p. 143—161.
- La mère de Dieu dans l’église de son fils // Kecharitomene: Mélanges René Laurentin, Paris: «Desclée» 1990. — p. 409—416.
- Les Droits de l’Homme dans la perspective chrétienne // Orthodoxes Forum, 4, 1990. — S. 229—234.
- Ecriture sainte et éthique dans la liturgie byzantine // Liturgie Éthique et peuple de Dieu. Conférences Saint-Serge, XXXVII semaine d’études liturgiques. Paris, 26-29 juin 1990, Roma: «C. L. V. Edizioni Liturgiche» 1991. — p. 175—190.
- Les droits de l’homme et l’éthique chrétienne // La tradition: La pensée orthodoxe, Lausanne-Paris: «Institut de Théologie Orthodoxe Saint-Serge — L’Age d’Homme» 1992. — p. 120—136.
- Prédication et confession // La prédication liturgique et les commentaires de la liturgie. Conférences Saint-Serge, XXXVIII semaine d’études liturgiques. Paris, 25-28 juin 1991, Roma: «C. L. V. Edizioni Liturgiche» 1992, p. 91-104.
- Откровение о Матери Мессии (О ветхозаветных основах мариологии) // Альфа и Омега. 1998. — № 2 (16) — С. 40-60
- Что такое Священное Писание? // Альфа и Омега. 1998. — № 3 (17) — С.36-46
  - Что такое Священное Писание // Православие в жизни: сборник статей. — Клин : Христианская жизнь, 2002. — 446 с. — С. 121—151
  - Что такое Священное Писание? // Православие и Библия сегодня. Сборник статей. К. Центр православной книги. 2006. — С. 5-50
- О боговдохновенности Священного писания // Альфа и Омега. 1999. — № 1 (19) — С. 10-27
- Господь, Муж брани: К уяснению религиозного значения книги Исход Архивная копия от 18 января 2022 на Wayback Machine // Альфа и Омега. 1999. — № 2 (20) — С. 35-58
- «Аще изволит настоятель». Проблема применения указаний Типикона в приходской жизни Архивная копия от 11 декабря 2019 на Wayback Machine / пер.: Миллер Т. А. // Альфа и Омега. 1999. — № 4 (22) — С. 182—192
- Смерть священника, как она представлена в славянском требнике Архивная копия от 18 января 2022 на Wayback Machine / пер.: Миллер Т. А. // Альфа и Омега. 2000. — № 4 (26) — С. 163—179; 2001. № 1 (27) — С. 167—181
- Что мы ожидаем от готовящегося Собора? // Вестник РХД. 2016. — № 205. — С. 31-44

- Mariologie biblique et liturgie byzantine, Chevetogne: «Editions de Chevetogne» 1955.
- L’Institut Saint-Serge de l’Academie d’autrefois au rayonnement d’aujourd’hui. — Paris: Beauchesne. — 1974. — 148 p. (Le point theologique; 14).
- Пророци, Београд: «Ортодоксија» 1974.
- La Mere de Dieu dans l’Eglise orthodoxe. — Paris: «Cerf» 1990.
- Пророки. — М. : Изд-во свв. Кирилла и Мефодия ; М. : Общество любителей церковной истории, 2001. — 76 с.